# Sänka skepp

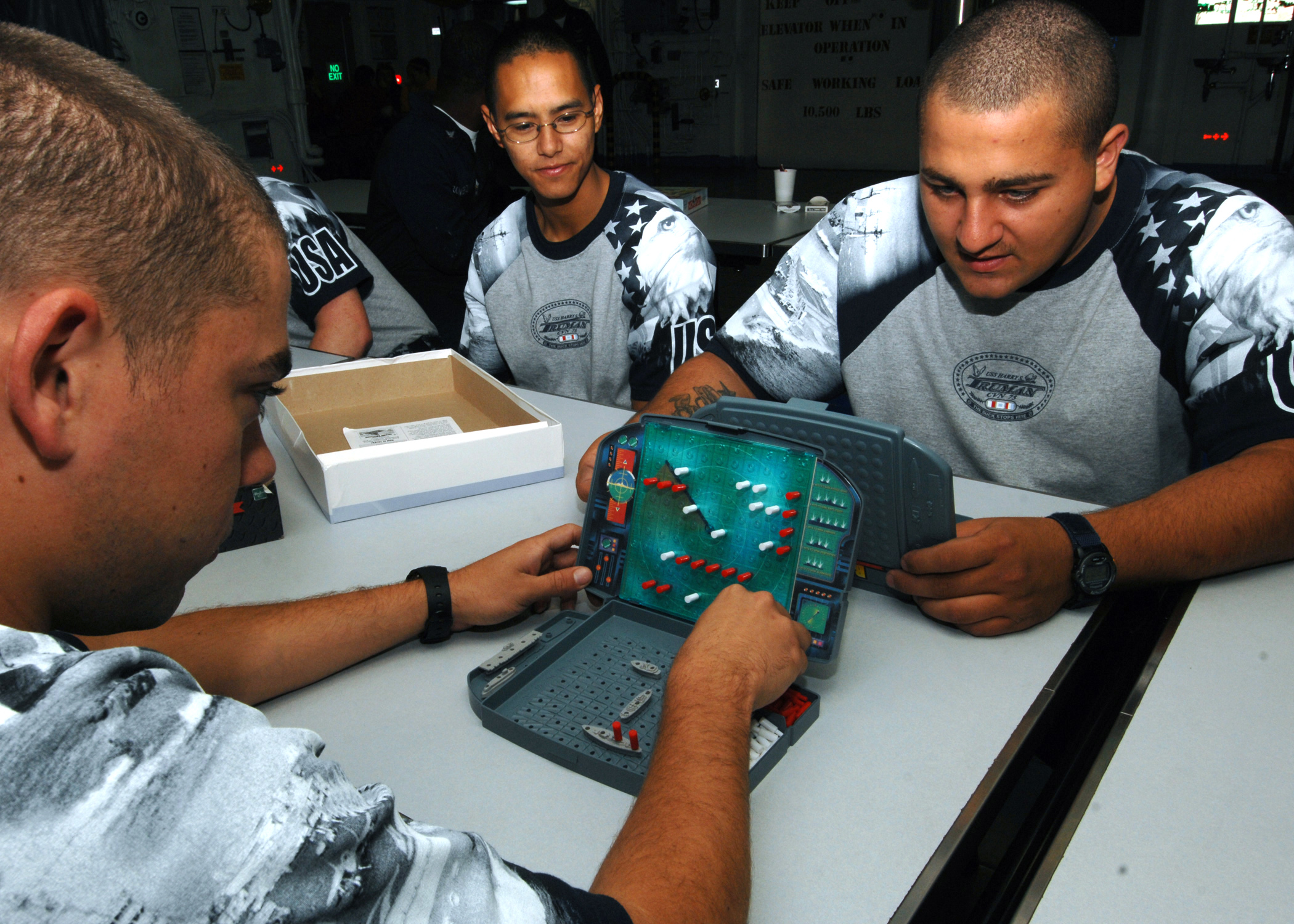
Amerikanska flottan spelar sänka skepp.

Versionen med papper och penna. De gråa sammanhängande rutorna är skepp. Kryssen indikerar var motståndaren har gissat var ett skepp finns, till exempel rutan C4.

Sänka skepp, även kallat kryssarspelet, sjökrigsspelet och sänka fartyg, är ett spel där två spelare försöker sänka varandras fartyg genom att gissa vilka av spelplanens rutor som rymmer ett skepp. Spelet kan spelas på en speciellt utformad spelplan (sällskapsspel), på en dator (datorspel) eller med papper och penna.

## Historik
Spelet tros ha sitt ursprung från det franska spelet L'Attaque som spelades under första världskriget, även om vissa paralleller även har dragits till E. I. Horsman's spel Basilinda (1890), och spelet sägs ha spelats av ryska officerare före första världskriget. Den första kommersiella versionen av spelet var Salvo som publicerades 1931 i USA av företaget Starex.

## Regler
Spelet börjar med att spelarna, på varsin spelplan, i hemlighet placerar ut ett antal skepp med olika storlekar (upptar olika antal rutor). Spelarna turas sedan om att skjuta genom att ange vilken ruta på motståndarens spelplan de vill bombardera. Motståndaren talar då om ifall skottet träffade eller missade. Om en av spelarna träffar ett skepp så får spelaren fortsätta sin tur. Vinnaren är den som först lyckas hitta och sänka alla motståndarens skepp.